# Deutsche Eishockey-Meisterschaft 1927
Die Deutsche Eishockey-Meisterschaft 1927 war die elfte Austragung dieser  Titelkämpfe.
Die Spiele um die Meisterschaft waren zunächst für den 15. und 16. Januar 1927 in Füssen geplant. Aus Witterungsgründen mussten sie auf den 5. und 6. Februar am gleichen Ort verlegt werden. Damit lag die Meisterschaft nur eine Woche nach der  Europameisterschaft. Diese Terminkollision führte zum Teilnahmeverzicht des Titelverteidigers Berliner Schlittschuhclub, dem nicht alle Leistungsträger zur Verfügung gestanden hätten. Auch der Bayerische Vizemeister HG Nürnberg und der ostpreußische Meister VfB Königsberg konnten nicht antreten.
Teilnehmer waren somit:
- SC Riessersee als Bayerischer Meister
- ESV Füssen nach Qualifikation der Halbfinalverlierer der Bayerischen Meisterschaft
- SC Charlottenburg als Berliner Meister
- HC Stuttgart als Südwestdeutscher Meister

## Qualifikation
Für den zurückgezogenen HG Nürnberg spielten die Halbfinalverlierer der Bayerische Eishockeymeisterschaft 1926/27 einen Nachrücker aus.
| 5. Februar 1927 | ESV Füssen | 4:3 (0:2, 4:1) | Münchener EV | Füssen |

Am selben Tag fand ein Spiel zwischen dem SC Charlottenburg Berlin und dem Münchner EV statt, dass der SCC mit 3:1 gewann. Nach einzelnen Quellen wird auch dieses Spiel als Teil der deutschen Meisterschaft gesehen.

## Halbfinale
|  | SC Riessersee | 24:0 (14:0, 10:0) | HC Stuttgart | Füssen |

|  | ESV Füssen | 3:5 (0:1, 3:4) | SC Charlottenburg | Füssen |

## Spiel um Platz drei
|  | ESV Füssen | 4:0 (4:0, 0:0) | HC Stuttgart | Füssen |

## Endspiel
| 6. Februar 1927 | SC Riessersee 1:1 H. Schmid 1:2 Gruber | 2:1 n.2.V. (0:1, 1:0, 0:0, 1:0) Spielbericht | SC Charlottenburg 0:1 Römer | Füssen |

### Meistermannschaft
| Deutscher Meister 1927 SC Riessersee | Matthias Leis Hans Schmid – Franz Kreisel Alex Gruber – Emil Rau – Martin Schröttle – Marquard Slevogt – Fritz Rammelmayr |